# 인천해송고등학교
인천해송고등학교(仁川海松高等學校)는 대한민국 인천광역시 연수구 송도동에 있는 공립 고등학교이다.

## 학교 연혁
- 2010년 2월 14일 : 인천해송고등학교 설립 인가(11학급)
- 2010년 3월 1일 : 제1대 양재영 교장 취임
- 2010년 3월 2일 : 인천해송고등학교 개교
- 2010년 3월 2일 : 인천해송고등학교 제1회 입학식(398명)
- 2010년 6월 13일 : 교육과학기술부 A형 교과교실제 학교 선정
- 2013년 2월 7일 : 인천해송고등학교 제1회 졸업식(396명)
- 2013년 10월 18일 : 아름다운 학교 선정
- 2022년 3월 1일 : 제6대 정혜경 교장 취임
- 2024년 2월 6일 : 제12회 졸업식(281명)
- 2024년 3월 4일 : 제15회 입학식(317명)

## 참고 자료
- 인천해송고등학교 - 한국교육학술정보원 학교알리미